# Noemi Rüegg
Noemi Rüegg (19 april 2001) is een Zwitserse wielrenster die sinds 2024 rijdt voor de Amerikaanse wielerploeg EF Education-Cannondale. Hiervoor reed ze bij het Russische Cogeas-Mettler, het Franse Stade Rochelais Charente-Maritime en twee jaar bij het Nederlandse Jumbo-Visma. Ook Rüeggs oudere broer Timon Rüegg is profrenner.

## Palmares
2018

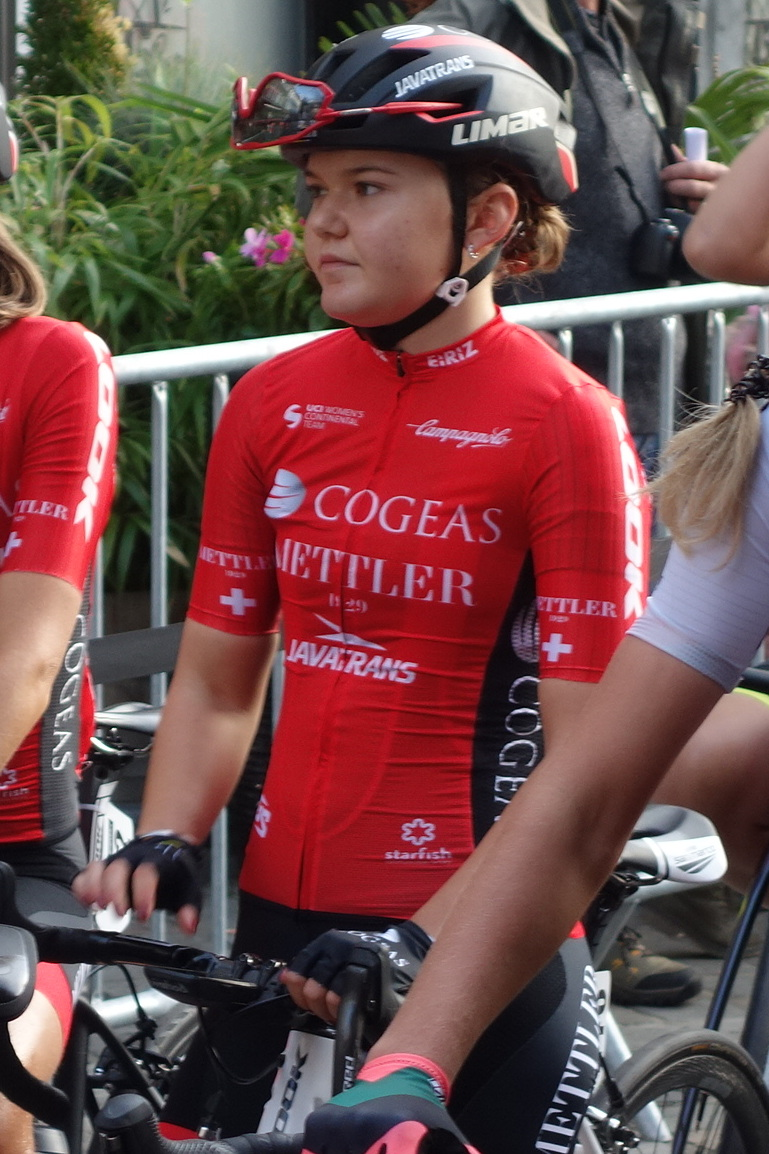
Noemi Rüegg tijdens de Waalse Pijl 2020

 Zwitsers kampioen op de weg, junior
 Zwitsers kampioen tijdrijden, junior
2019
 Zwitsers kampioen op de weg, junior
 Zwitsers kampioen tijdrijden, junior
2021
Jongerenklassement Setmana Ciclista Valenciana
 Zwitsers kampioenschap op de weg, elite
2022
 Zwitsers kampioenschap op de weg, elite
 Zwitsers kampioen tijdrijden, belofte
2023
1e etappe (TTT) Ronde van Spanje
Jongeren- en bergklassement Tour de la Semois
 Zwitsers kampioen tijdrijden, belofte
2024
Trofeo Felanitx-Colònia de Sant Jordi
 Zwitsers kampioen op de weg, elite
2025
2e etappe Tour Down Under
Eind- en puntenklassement Tour Down Under

### Resultaten in voornaamste wedstrijden
| Jaar | Ronde van Italië | Ronde van Frankrijk | Ronde van Spanje |
| ---- | ---------------- | ------------------- | ---------------- |
| 2020 | opgave           |                     |                  |
| 2021 |                  |                     |                  |
| 2022 |                  | 105e                |                  |
| 2023 | 34e              |                     | 68e              |
| 2024 |                  | 42e                 |                  |
| 2025 |                  | 60e                 |                  |

| Jaar | Milaan-San Remo | Gent-Wevelgem | Ronde van Vlaanderen | Parijs-Roubaix | Amstel Gold Race | Luik-Bast.‑Luik | Waalse Pijl |  | WK op de weg |
| ---- | --------------- | ------------- | -------------------- | -------------- | ---------------- | --------------- | ----------- |  | ------------ |
| 2020 |                 | 103e          | opgave               |                |                  | opgave          | opgave      |  | 87e          |
| 2021 |                 |               |                      | opgave         |                  |                 |             |  | 62e          |
| 2022 |                 |               |                      |                |                  |                 |             |  | 32e          |
| 2023 |                 | 39e           |                      | 45e            |                  |                 | 47e         |  | opgave       |
| 2024 |                 |               |                      |                |                  |                 |             |  | 11e          |
| 2025 | ↑               |               | 15e                  |                | 24e              |                 |             |  |              |

## Ploegen
- 2020 –  Cogeas-Mettler
- 2021 –  Stade Rochelais Charente-Maritime
- 2022 –  Jumbo-Visma
- 2023 –  Jumbo-Visma
- 2024 –  EF-Oatly-Cannondale[a]
- 2025 –  EF-Oatly-Cannondale

Achtereekte · Beekhuis · van den Bos · Henderson · Kasper · Koster · Kraak · Labecki · Markus · Riedmann · Rüegg · Soet · Swinkels · Vos
Achtereekte · van Agt · Beekhuis · Cadzow · van Empel · Henderson · Kraak · Labecki · Markus · Oudeman · Reijnhout · Riedmann · Rüegg · Swinkels · Veenhoven · Vos
Armitage · Borghesi · Cadzow · Emond · Ewers · Faulkner   · Henttala · Jackson · Kakita (vanaf 31/7) · Kessler · Knaven (vanaf 24/6) · Koppenburg · Labecki · Quinn · Rüegg · Stannard · Vallieres
Armitage (tot 1/4) · Berton · Borghesi · Cadzow · Christie · Emond · Ewers · Faulkner   · Henttala · Jackson · Kerbaol · Kessler · Kingma (vanaf 27/6) · Knaven · Roy · Rüegg · Vallieres · Volstad · van der Wolf